# Sergey Kozlov
Sergey Ivanovich Kozlov (em russo: Сергей Иванович Козлов ; em ucraniano: Сергій Іванович Козлов ; Sorokine, 7 de novembro de 1963) é um político e militar que ocupa o cargo de primeiro-ministro da República Popular de Lugansk (RPL) desde 2015.
Kozlov atua como cargo de major-general da Forças Separatistas de Donbass. Juntou-se à milícia após a Revolução Ucraniana de 2014. Antes da sua deserção, serviu no Serviço Estatal de Emergência da Ucrânia.

## Biografia
Nasceu em 7 de novembro de 1963 em Sorokine. Em 1981, ingressou na Escola Superior Militar de Aviação de Voroshilovgrad, dedicada aos navegadores do proletariado de Donbass.
De 1984 a 1995, serviu na União Soviética e depois na Ucrânia como piloto e instrutor de aviação. 
A partir de 1994 até 2005, trabalhou no Ministério de Situações de Emergência, nomeadamente como chefe do departamento regional do distrito de Krasnodon. De 2009 a 2012, trabalhou como engenheiro no setor de energia.
Em 22 de maio de 2014, foi alistado no batalhão das forças separatistas pró-Rússia “Zarya”. Em 27 de maio de 2014, foi nomeado chefe do estado-maior do batalhão “Zarya”. Desde o final de junho de 2014, ocupa o cargo de chefe de Estado da Milícia Popular da República Popular de Lugansk.